# Lachvalk
De lachvalk (Herpetotheres cachinnans) is een roofvogel uit de familie van de valkachtigen (Falconidae). De wetenschappelijke naam van de soort werd als Falco cachinnans in 1758 gepubliceerd door Carl Linnaeus. Op dezelfde pagina publiceerde hij de naam Falco sufflator, die nu als een synoniem wordt beschouwd. Het monotypische geslacht Herpetotheres is nauw verwant aan de bosvalken, die net als de lachvalk in Latijns-Amerika voorkomen.

## Kenmerken
De vogel heeft een lengte van 43 tot 56 cm en een gewicht van 570 gram. Het verenkleed is licht roomkleurig. Verder heeft de lachvalk donkerbruine vleugels, een zwartgrijs gestreepte staart en een opvallende zwarte band rondom de ogen. De poten zijn kort en bedekt met zeshoekige schubben, die bescherming bieden tegen slangenbeten. Dit is nodig aangezien slangen een belangrijke voedselbron vormen voor de lachvalk.

## Voedsel
Reptielen vormen het hoofdbestanddeel van het voedselpakket van de lachvalk. Zowel slangen, waaronder ook giftige koraalslangen, als hagedissen worden gedood. Daarnaast vangt de lachvalk zo nu en dan ook knaagdieren en duizendpoten. In sommige gebieden staan ook kleine vleermuizen op het menu.

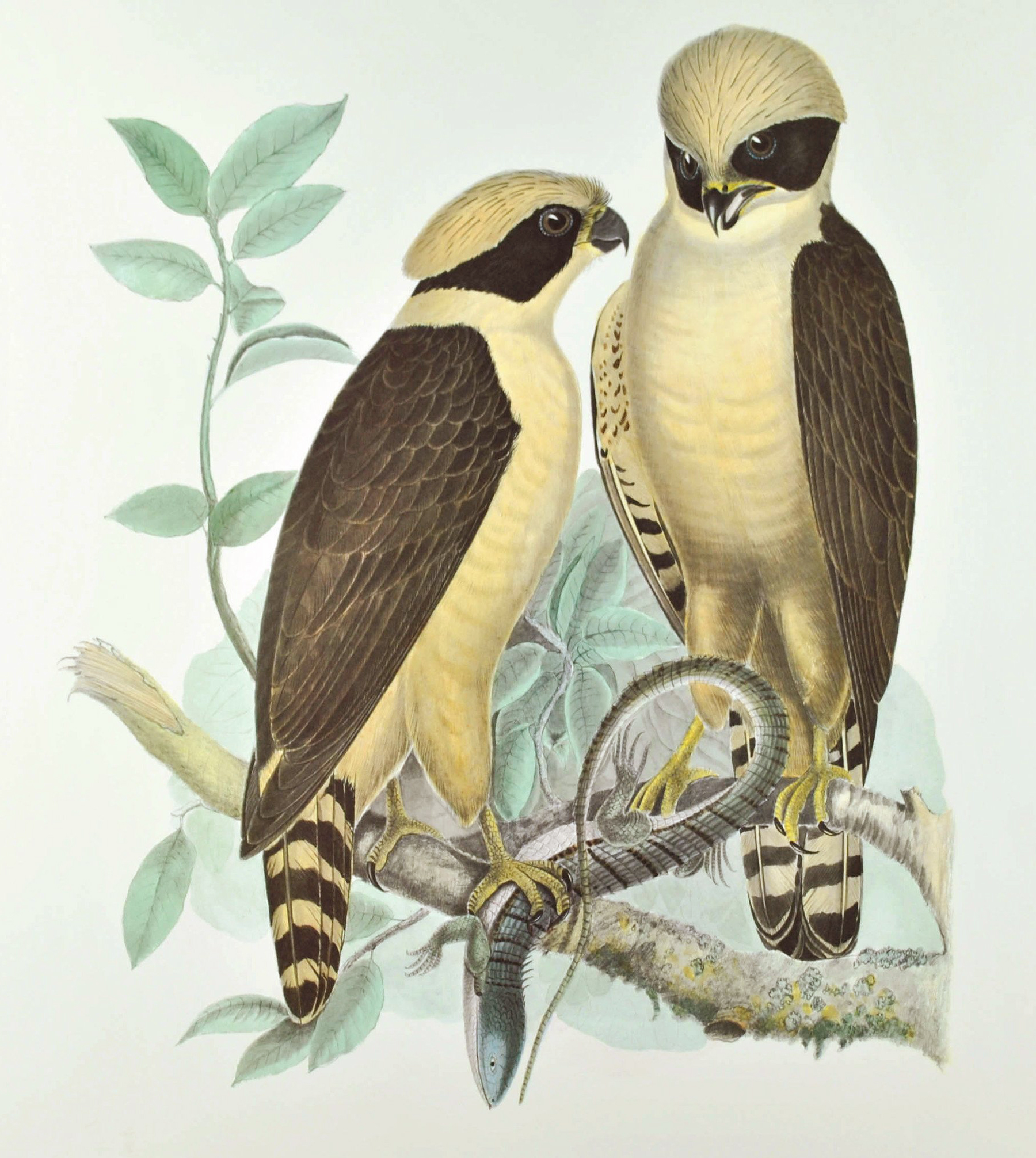
Afbeelding van Andrew J.Grayson

## Leefwijze
Deze roofvogel zit graag op een uitstekende plek boven in het regenwoud, vanwaar hij naar een prooi speurt, zonder zelf gezien te worden. Ziet de lachvalk een prooi, bijvoorbeeld een slang, dan laat hij zich er in een duikvlucht op vallen en doodt het met een krachtige beet achter de kop. Vervolgens vliegt de valk met de slang terug naar zijn zitplaats. Kleine exemplaren worden in de bek meegenomen, terwijl de lachvalk grotere exemplaren in de poten meeneemt. Kleine slangen worden direct ingeslikt, waarbij de staart als eerste naar binnen gaat, maar grotere slangen pikt de lachvalk in kleinere stukken voordat hij zijn prooi verslindt. De lachvalk dankt zijn naam aan de kakelende alarmroep. Deze wordt echter weinig gehoord, meestal alleen wanneer de valk gestoord wordt. Een meer algemene roep is een tweetonige roep, waarvan zijn Costa Ricaanse naam guaco is afgeleid. Deze roep wordt vooral na zonsopgang gehoord.

## Voortplanting
Lachvalken bouwen vrijwel nooit een nest. Soms worden de eieren gelegd in een verlaten nest van een caracara of buizerd. Vaker echter fungeert een holte in een boom als broedplaats. De lachvalk legt meestal slechts één ei per keer.

## Verspreiding en leefgebied
Bosranden en deels open delen van tropische laaglandbossen in Midden- en Zuid-Amerika. Lachvalken zijn algemener in natte gebieden, zoals moerasbossen en regenwouden, dan in droogbossen.
Er worden twee ondersoorten onderscheiden:
- H. c. cachinnans: van Mexico via centraal en oostelijk Zuid-Amerika tot noordelijk Argentinië.
- H. c. fulvescens: oostelijk Panama en van noordwestelijk Colombia tot noordwestelijk Peru.

## Status
De grootte van de populatie is in 2019 geschat op 0,5-5 miljoen volwassen vogels. Op de Rode lijst van de IUCN heeft deze soort de status niet bedreigd.